# کوش‌بریا
کوش‌بریا (به سوئدی: Korsberga) یک منطقهٔ مسکونی در سوئد است که در بخش هیو واقع شده‌است. کوش‌بریا ۰٫۳۹ کیلومتر مربع مساحت و ۲۱۴ نفر جمعیت دارد.